# Sébastien Crubilé

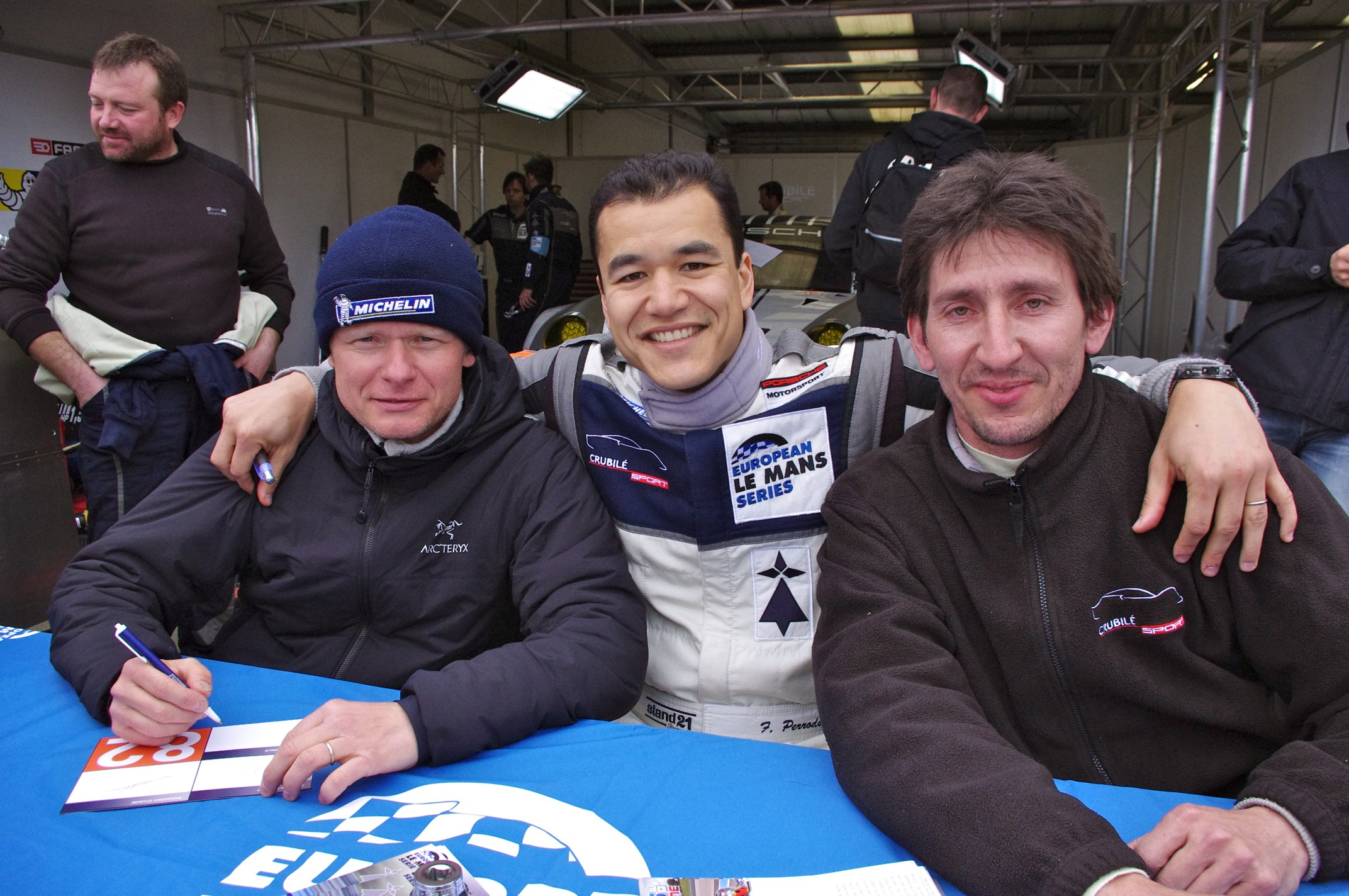
Sébastien Crubilé (rechts) 2014

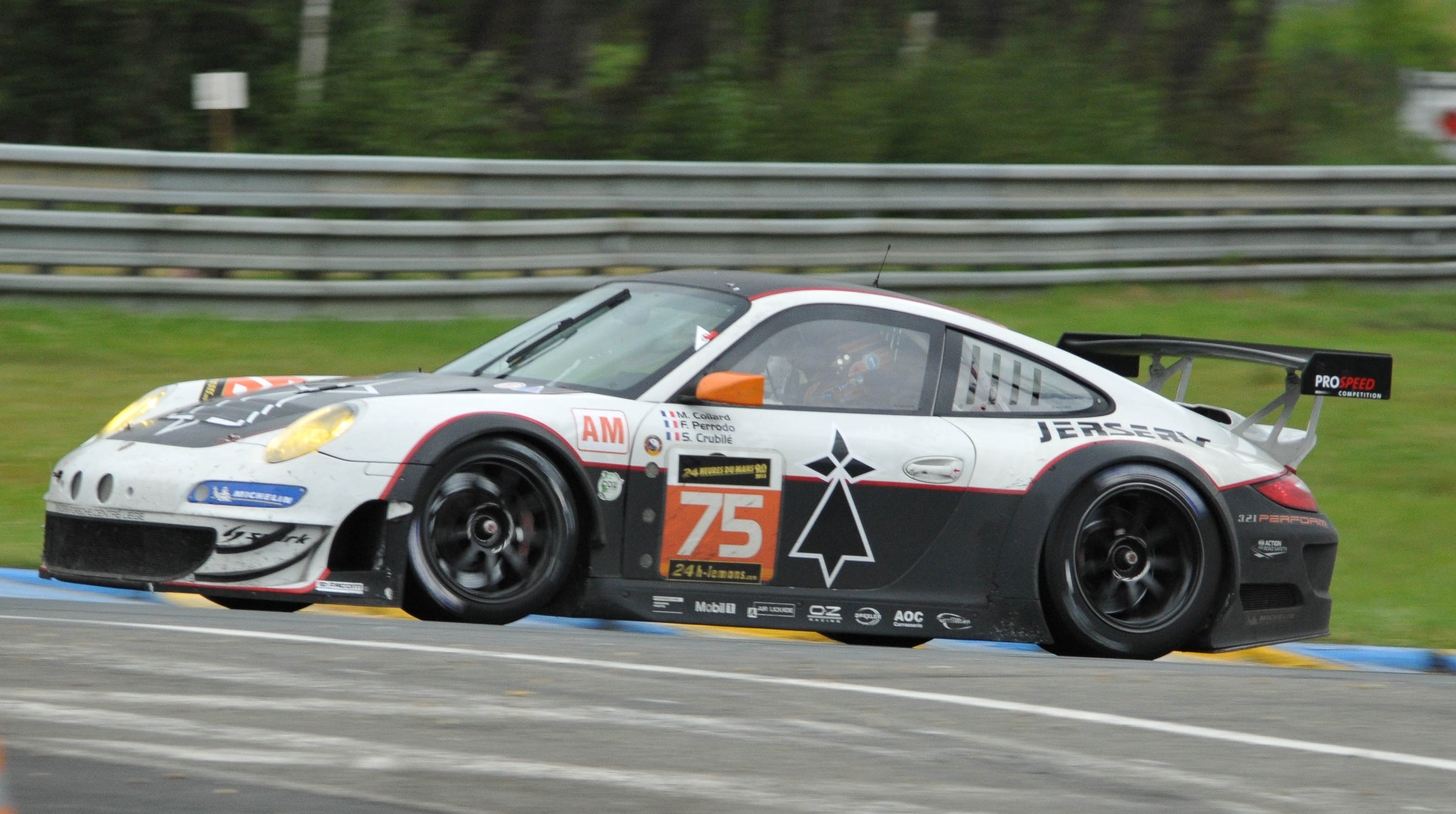
Der Porsche 997 GT3-RSR von Emmanuel Collard, François Perrodo und Sébastien Crubilé und beim 24-Stunden-Rennen von Le Mans 2013

Sébastien Crubilé (* 6. März 1975 in Chevreuse) ist ein französischer Unternehmer und ehemaliger Autorennfahrer.

## Unternehmer
Sébastien Crubilé betreibt in Gazeran ein Unternehmen, das sich mit der Restaurierung historischer Porsche-Rennsportwagen beschäftigt.

## Karriere als Rennfahrer
Sébastien Crubilé war einige Jahre als Rennfahrer aktiv. Er fuhr in der V de V Michelin Endurance Series, wo er 2013 gemeinsam mit François Perrodo auf einem Porsche 911 GT3 R Gesamtzweiter der Meisterschaft wurde (Gesamtsieger Jean-Philippe Belloc und Pascal Gibon). 2013 bestritt er das 24-Stunden-Rennen von Le Mans, das er als 36. der Endwertung beendete.

## Statistik

### Le-Mans-Ergebnisse
| Jahr | Team                 | Fahrzeug            | Teamkollege      | Teamkollege      | Platzierung | Ausfallgrund |
| ---- | -------------------- | ------------------- | ---------------- | ---------------- | ----------- | ------------ |
| 2013 | Prospeed Competition | Porsche 997 GT3-RSR | Emmanuel Collard | François Perrodo | Rang 36     |              |

### Einzelergebnisse in der FIA-Langstrecken-Weltmeisterschaft
| Saison | Team                 | Rennwagen           | 1   | 2   | 3   | 4   | 5   | 6   | 7   | 8   |
| ------ | -------------------- | ------------------- | --- | --- | --- | --- | --- | --- | --- | --- |
| 2013   | Prospeed Competition | Porsche 997 GT3-RSR | SIL | SPA | LEM | SAO | AUS | FUJ | SHA | BAH |
| 2013   | Prospeed Competition | Porsche 997 GT3-RSR | 36  |     |     |     |     |     |     |     |